# しましまタウン
しましまタウンは、ベネッセが開講している幼児向け通信教育教材『こどもちゃれんじ』に登場するキャラクター「しまじろう」をモチーフとしたファミリー向けアミューズメント施設。日本国内に最大時で7店舗あったが、2009年3月までにすべての店舗が営業を終了した。

## 概要
ナムコとベネッセの共同運営。2001年10月に第1号店が神奈川県川崎市高津区のマルイファミリー溝口内にオープン。全店舗とも室内型で、ショッピングモール内で営業していた。1歳から6歳の就学前の児童を対象とし、料金は児童のほうが高くなっていた。

## 利用料金
- 1歳から6歳：400円/30分まで、以降15分毎に200円
- 小学生以上の同伴者：200円/30分まで、以降15分毎に100円
- 0歳：無料

## 店舗
- 溝口店
第1号店。神奈川県川崎市高津区のマルイファミリー溝口8階に所在。2001年10月17日オープン。2009年3月31日閉店。
- 星が丘店
第2号店。愛知県名古屋市千種区の星ヶ丘三越5階に所在。2002年10月24日オープン。2009年3月31日閉店。
- 船橋店
第3号店。千葉県船橋市のららぽーとTOKYO-BAY北館2階に所在。2003年3月20日オープン。2009年3月29日閉店。
- 広島店
第4号店。広島県安芸郡府中町のダイヤモンドシティ・ソレイユ（当時の名称、現イオンモール広島府中）3階に所在。2004年3月24日オープン。2007年8月26日閉店。
- 茨木店
第5号店。大阪府茨木市のマイカル茨木（現：イオン茨木ショッピングセンター）3階に所在。2004年3月26日オープン。2008年7月21日閉店。
- さいたま店
第6号店。埼玉県さいたま市北区のステラタウン3階に所在。2004年4月28日オープン。2009年3月29日閉店。
- 福岡店
第7号店。福岡県糟屋郡粕屋町のイオンモール福岡ルクル（ダイヤモンドシティ・ルクル）1階に所在。2004年6月4日オープン。2009年3月29日閉店。